# 夹律沟
夹律沟，位于中华人民共和国吉林省扶余市西部，是松花江右岸支流，发源于增盛镇福民村，蜿蜒向北流经三井子镇，于长春岭镇欢迎村岱吉屯以西汇入松花江。全长62.97千米，流域面积1953平方千米，年均径流量0.2亿立方米。夹律沟流域地势低洼，易受松花江洪水顶托，使得夹律沟流域成为一个大型涝区。经过多年整治，目前夹律沟涝区易涝耕地已全部得到治理，夹律沟干流多处也被改造成人工排水渠。